# Reggenza di Maros
La reggenza di Maros (in indonesiano: Kabupaten Maros) è una reggenza dell'Indonesia, situata nella provincia di Sulawesi Meridionale.